# Lac Vlimeux
Lac Vlimeux är en sjö i Kanada.   Den ligger i regionen Mauricie och provinsen Québec, i den sydöstra delen av landet, 280 km nordost om huvudstaden Ottawa. Lac Vlimeux ligger 289 meter över havet. Arean är 1,3 kvadratkilometer. Den sträcker sig 2,3 kilometer i nord-sydlig riktning, och 1,5 kilometer i öst-västlig riktning.
I omgivningarna runt Lac Vlimeux växer i huvudsak blandskog. Runt Lac Vlimeux är det glesbefolkat, med 11 invånare per kvadratkilometer.